# Franco Indovina
Franco Indovina (* 1932 in Palermo; † 4. Mai 1972 in Cinisi) war ein italienischer Filmregisseur und Drehbuchautor.

## Leben
Indovina interessierte sich früh für das Theater und arbeitete unter Giorgio Strehler und Luchino Visconti. Von 1960 an war er Regieassistent von Michelangelo Antonioni u. a. und debütierte 1964 als Regisseur einer Episode von I tre volti. Bei Dreharbeiten lernte er 1964 die geschiedene Gattin des Schahs von Persien Prinzessin Soraya kennen, mit der er bis zu seinem Tod liiert war.
1965 folgte der erste Langfilm, die Komödie Ménage all’italiana mit Ugo Tognazzi und einer Reihe populärer Darstellerinnen. Später drehte er mit Tre nel mille eine Art intellektuelle Version von Brancaleone, der in einer längeren Fassung im Fernsehen gezeigt wurde. Mit dem Ehedrama Giuochi particolari endete seine Karriere. 
Indovina starb beim Flugzeugunglück des Alitalia-Fluges 112 in seiner Heimat Sizilien.

## Filmografie (Auswahl)
- 1964: Drei Gesichter einer Frau (I tre volti) (eine Episode)
- 1967: Das älteste Gewerbe der Welt (Le plus vieux métier du monde) (eine Episode)
- 1970: Giuochi particolari